# Whit Stillman
 (octobre 2018).
Pour les articles homonymes, voir Stillman.
Whit Whitney Stillman, né le 25 janvier 1952 à Washington,, est un réalisateur américain particulièrement connu pour son film Metropolitan (1990).

## Biographie

### Formation
Whit Stillman est né en 1952 et a grandi à Cornwall, dans l'État de New York. Fils d'un politicien démocrate de Washington DC. Son parrain est le sociologue E. Digby Baltzell (en). Ses parents étant divorcé, il vit avec sa mère dans un appartement modeste. Whit Stillman est diplômé de Harvard en 1973. Il commence comme journaliste à Manhattan, New York. Il rencontre celle qui deviendra sa femme au Studio 54, boite de nuit mythique qui va l'inspirer pour son futur film et roman. En 1980, il épouse sa femme en Espagne. Il travaillera à Barcelone et Madrid comme agent de vente pour les administrateurs Fernando Trueba et Fernando Colomo.

### Metropolitan
Whit Stillman a écrit le scénario de Metropolitan entre 1984 et 1988. Il financera le film par la vente de son appartement (pour 50 000$) et avec l'aide de ses amis et parents. Librement inspiré d'événements réels Metropolitan raconte l'histoire de l'aliéné Tom Townsend introduit à la "Sally Fowler Rat Pack" (SFRP), un petit groupe de BCBG qui fait le tour des bals. Pour le tournage, bon nombre des lieux ont été prêtées à Whit Stillman par des amis de la famille et des proches. Le réalisateur Américain est nommé pour un Academy Award en 1991 pour l'Oscar du meilleur scénario original. Il remporte en 1990 le New York Film Critics Circle Award pour la meilleure réalisation.

### Barcelona
Barcelona, est son premier film financé par un studio. Il s'inspire de sa propre expérience en Espagne cette fois-ci, pendant les années 1980, en abordant l'expérience de la "maladresse" d'être amoureux dans un pays étranger, culturellement et politiquement, opposés à ses valeurs.

### Les Derniers Jours du disco
Les Derniers Jours du disco est basé sur les expériences de Stillman dans les discothèque de Manhattan et plus particulièrement le Studio 54. Il raconte ici l'histoire de deux femmes éditrices, à New York, fraîchement sorties de la fac, qui se cherchent et cherchent l'amour en fréquentant les discothèques de la ville.
Après avoir terminé sa trilogie, Whit Stillman quitte la comédie indépendante et écrit une série de scripts à l'étranger. Après la sortie de Les Derniers Jours du disco, il quitte Manhattan et déménage sur l'île Saint-Louis à Paris. Il passe deux ans à Madrid et de retour à New York depuis 2010.

### Derniers projets et réalisations
Whit Stillman a déclaré en 2006 qu'il travaillait sur plusieurs scripts inachevés. Il fut un temps pressenti pour diriger une adaptation au cinéma du roman de Christopher Buckley Little Green Men, mais dans une récente interview, Stillman annonce que l'adaptation n'est finalement pas prévue avec lui (elle ne sera d'ailleurs jamais réalisée). On le retrouve en 2011 avec Damsels in Distress, film dans lequel il fait le portrait d'un groupe d'étudiantes sophistiquées, Heather, Violet et Rose, obsédées par la mode, l'hygiène et la danse. Elles sont bien décidées à prodiguer leurs conseils à Lily, fraîchement arrivée à l'Université. Il s'est entouré pour ce film de Greta Gerwig et Adam Brody. En 2016, il réalise Love and Friendship, une adaptation du court roman épistolaire Lady Susan de Jane Austen.

## Filmographie

### Au cinéma
- 1990 : Metropolitan
- 1994 : Barcelona
- 1998 : Les Derniers Jours du disco (The Last Days of Disco)
- 2011 : Damsels in Distress
- 2016 : Love and Friendship

### Télévision
- 1996 : Homicide: Life on the Street (série télévisée)
- 2014 : The Cosmopolitans (téléfilm)

## Prix
- Prix Fitzgerald 2014 pour Les Derniers Jours du disco